# Ferdrupt
Ferdrupt – miejscowość i gmina we Francji, w regionie Grand Est, w departamencie Wogezy.
Według danych na rok 1990 gminę zamieszkiwało 859 osób, a gęstość zaludnienia wynosiła 59 osób/km² (wśród 2335 gmin Lotaryngii Ferdrupt plasuje się na 410. miejscu pod względem liczby ludności, natomiast pod względem powierzchni na miejscu 359.).